# Vittorio Lucarelli
Vittorio Lucarelli (Róma, 1928. október 31. – Tivoli, 2008. február 16.) olimpiai és világbajnok olasz tőrvívó.